# HappyFoto
Die HappyFoto GmbH ist ein österreichisches Unternehmen mit Sitz in Freistadt, welches Fotos entwickelt und personalisierte Fotodruckprodukte wie beispielsweise Fotobücher herstellt. HappyFoto ist Österreichs größter Fotodirektversand sowie nach eigenen Angaben Marktführer für personalisierte Fotoprodukte per Postversand in Österreich, Tschechien und der Slowakei. Das Unternehmen betreut von Freistadt aus mehr als 500.000 Stammkunden. Mehr als 3 Millionen Bildfiles pro Tag werden in Freistadt zu persönlichen Fotoprodukten zu Spitzenzeiten verarbeitet, die von der Kundschaft per Internet übertragen werden. In der Hochsaison werden pro Tag mehr als 17.000 Fotobücher und rund 15.000 Fotokalender produziert.

## Geschichte
HappyFoto wurde 1978 als Einmannbetrieb von Bernhard Kittel gegründet. Der auch heute noch zu 100 % in Besitz der Familie Kittel befindliche Betrieb ist seit mehr als 30 Jahren in der Fotoausarbeitung per Postversand tätig. In den ersten Jahren seines Bestehens war HappyFoto vor allem mit Spezialaufträgen wie z. B. der Ausarbeitung von Luftbildaufnahmen beschäftigt, heute bietet das Unternehmen ein weites Spektrum an Dienstleistungen und Produkten an. Im Jahr 1981 wurde von HappyFoto die Fotoamateurausarbeitung mit Scannerprintern neu ins Programm genommen. 1987 kam die HappyFoto Ausarbeitung per Postversand dazu. Aufgrund des Wachstums wurde im Jahr 1993 in ein größeres Firmengebäude übersiedelt.
HappyFoto stellte, nach eigenen Angaben, als weltweit erster Betrieb 1998 die gesamte Kleinbildproduktion auf das zu jener Zeit einzigartige Agfa-Dimax Verfahren (digitale Bildoptimierung) um. Im Herbst 2004 will HappyFoto das erste Fotogroßlabor weltweit gewesen sein, in dem analoge Negative digital ausbelichtet wurden, wodurch die Qualität weiter verbessert wurde.
Am 14. Mai 2011 feierte HappyFoto 33-jähriges Firmenjubiläum und zugleich die Eröffnung einer neuen Produktionshalle. Die Produktionsfläche wurde von rund 2400 m² auf ca. 5040 m² erweitert.
Mitte 2019 nahm HappyFoto die nach eigenen Angaben modernste Fotobuchstraße Europas in Betrieb. Nach neun Jahren Dauereinsatz wurden die kompletten Maschinen der Fotobuchproduktionsstraße getauscht. Nicht nur weil sie in die Jahre gekommen waren, sondern vor allem auch weil man einen höheren Grad an Automatisierung erreichen und die Rüstzeiten verkürzen wollte. Beispielsweise dauerte das Umrüsten beim Wechsel der Buchblockstärke rund 15 Minuten. Mit den neuen Maschinen kann Happy Foto die Umfänge der Fotobücher in 2-Seiten-Sprüngen anbieten und dies bei den beliebtesten Digitaldruckformaten sogar von 24 bis 240 Seiten.
Seit März 2017 ist die Tochter des Unternehmensgründers, Marlene Hackl (geb. Kittel), auch im Betrieb tätig. Bis zur Übernahme der alleinigen Geschäftsführung im Jahr 2020 verantwortete sie die Bereiche eBusiness, IT und Kundendienst als Geschäftsführerin. Seit 1. Februar 2024 ist Marlene Hackl nun auch Eigentümerin von HappyFoto.

## Unternehmensstandort
Der Firmensitz befindet sich in Freistadt in Oberösterreich. Die rund 90 Beschäftigten, davon etwa zwei Drittel Frauen, kommen aus der Umgebung.
In Tschechien hat HappyFoto eine Niederlassung in Kaplice. Die beiden Märkte Tschechien und Slowakei machen etwa ein Drittel des HappyFoto-Umsatzes aus.

## Umweltschutz
HappyFoto hat für die umweltfreundliche Fotoausarbeitung 1996 als erstes Fotogroßlabor weltweit das EN ISO 14001-Umweltzertifikat bekommen.
Ein weiterer Schritt zum nachhaltigen Umgang mit Ressourcen war die Inbetriebnahme einer Photovoltaik-Anlage am Firmendach im Jahr 2020. Damit werden jährlich rund 200.000 Kilowattstunden Strom erzeugt, wovon ca. die Hälfte von HappyFoto selbst verbraucht wird und womit der gesamte Bedarf der Fotobuch-Produktion gedeckt werden kann.
Seit Juni 2022 erfolgt nach eigenen Angaben die gesamte Digitaldruck-Produktion bei HappyFoto klimaneutral. Dafür wird die verbrauchte Menge CO2 ausgeglichen. Der ökologische Fußabdruck des Digitaldruckbereiches bei HappyFoto betrug im Jahr 201 in Summe 332 t CO2-Äquivalente. Die Kompensation wird in Zusammenarbeit mit dem Lösungsanbieter ClimatPartner umgesetzt. Dafür wurde das Klimaschutzprojekt Meeresschutz – Plastic Bank – Weltweit gewählt. Das Bestreben im Bereich Umweltschutz beschränkt sich aber nicht nur auf das eigene Handeln, sondern ist auch bei der Zusammenarbeit mit Partnern besonders wichtig, wie etwa bei der CO2-neutralen Zustellung sämtlicher Bestellungen durch die Österreichische Post AG. Mittelfristig soll eine gesamtheitlich klimaneutrale Eigenproduktion realisiert werden.
Ein Projekt zum Schutz der Lebensräume von Bienen (beehappy) soll ebenfalls zu einem noch nachhaltigeren Umgang mit der Umwelt beitragen. Im Zuge dieses Projektes wurden seit April 2021 insgesamt mehr als 6.500 m2 Wildblumenwiese angelegt. Schließlich wurden im Frühjahr 2022 drei Bienenstöcke gekauft und in dieser Blumenwiese angesiedelt. Ein regionaler Imker betreut seither die drei Bienenvölker.

## Auszeichnungen
- 2020, 2021 sowie 2022 erhielt HappyFoto den market Quality Award als Gesamtsieger der Kategorie Fotobuchanbieter.[11]
- 2021 wurde HappyFoto mit dem Hermes.Wirtschafts.Preis in der Kategorie Frauen geführte Unternehmen ausgezeichnet.[12]
- 2020 wurde HappyFoto zu Österreichs bestem Familienunternehmen gekürt.[13]
- 2019 erhielt HappyFoto den OÖ Online-Award in der Kategorie Etablierte Unternehmen.[14]

## HappyFoto smart moments
Im Jahr 2020 wurde die App HappFoto smart moments veröffentlicht und erhielt bereits kurze Zeit später die Auszeichnung innovativste App Österreichs vom Android Magazin. Durch die KI-Unterstützung kann mit der smart moments App ein Fotobuch innerhalb weniger Minuten erstellt werden. Die App kreiert Momente, in dem sie zusammengehörende Fotos gruppiert, und schlägt diese für ein Fotobuch vor. Die Fotos müssen in weiterer Folge auch nicht selbst aussortiert werden, das erledigt ebenso smart moments. Im Anschluss erstellt die App ein passendes Layout, das von den Usern noch angepasst werden kann. Mit smart moments will HappyFoto die Menge an Bildern, die durch die Smartphone-Fotografie entstehen, einfacher bewältigbar machen.